# María Raquel Adler
María Raquel Adler (c. 1900 – Buenos Aires, 28 luglio 1974) è stata una poetessa e mistica argentina.

## Biografia
María Raquel Adler nacque intorno al 1900 (forse il 12 ottobre 1899) mentre i genitori, immigrati ebrei di origini tedesche e romene, ritornavano in nave dall'Europa all'Argentina. Così come i genitori, si convertì al cattolicesimo. Insegnò francese al Rafael Hernández National College e spagnolo in altre scuole dell'Argentina. Fu membro del comitato direttivo della Sociedad Argentina de Autores dal 1934 e il 1938.
Scrittrice versatile, sperimentò con la prosa e il teatro, ma ottenne i suoi maggiori successi con la poesia, solitamente di carattere religioso e di ispirazione mistica, che le valse il plauso di Rafael Cansinos Assens e Fermín Arenas Luque (che la considerava erede spirituale di Juana Inés de la Cruz), nonché due candidature al Premio Nobel per la letteratura, rispettivamente nel 1959 e nel 1965. Fu la prima scrittrice argentina ad essere candidata al Nobel.

## Opere (parziale)
- Revelación, 1922.
- Místicas, 1923.
- Cantos de Raquel, 1925.
- La divina tortura, 1927.
- De Israel a Cristo, 1933.
- Buenos Aires, ciudad y poesía, 1936.
- Sonetos de Dios, 1937.
- Cancion del hombre y la ola, 1938.
- Llave del cielo, 1943.
- Veneración, 1950.
- El libro de los siete sellos, 1957.